# Гаджієв Махач Гаджійович
Маха́ч Гаджі́йович Гаджі́єв (рос. Махач Гаджиевич Гаджиев; нар. 18 жовтня 1987, Кизилюрт, Дагестанська АРСР, РРФСР) — російський футболіст, півзахисник.

## Сім'я
З дитинства - сирота. Є племінником політика Гаджи Махачева, однак всупереч помилковій думці не є родичем тренера Гаджи Гаджиєва.

## Клубна кар'єра
У «Крила Рад» перейшов в міжсезоння 2005 року з клубу «Спартак» (Москва), в якому виступав за дублюючий склад.
У міжсезоння 2007 року перейшов у «Сатурн». 28 жовтня 2007 року дебютував за підмосковний клуб в грі 28-го туру чемпіонату Росії з московським «Спартаком» (0:0). Наступний матч у складі раменчан він провів майже через рік, 6 серпня 2008 року, в Кубку Росії проти нижегородської «Волги» (1:1; 3:4 пен.), у тій грі він забив м'яч. Зігравши всього дві гри за два роки у складі «Сатурна», Гаджиєв покинув команду і перейшов у «Рубін», де в сезоні 2009 року провів лише одну гру за основний склад і три - за дубль. 14 серпня 2009 року залишив «Рубін» і повернувся в «Сатурн».
Взимку 2011 року перейшов у махачкалинський «Анжі». Першим голом за новий клуб відзначився 30 липня 2011 року в ворота казанського «Рубіна», «Анжі» виграв з рахунком 3:0.
У вересні підписав контракт з сімферопольською «Таврією» за схемою 1+2. 30 березня 2013 року відзначився дебютним голом на 94-ій хвилині у ворота київського «Арсеналу». Після завершення сезону 2012/13 років покинув клуб.
У січні 2014 року розірвав контракт з пермським «Амкаром» за обопільною згодою. І вже 3 лютого 2014 року підписав контракт з «Анжі» до завершення сезону.

## Кар'єра у збірній
Має досвід виступу за юнацьку збірну Росії з футболу. 15 травня 2007 року одержав запрошення до молодіжної збірної Росії.

## Особисте життя
Махач одружений, у січні 2011 року у нього народилася донька, а в лютому 2012 року - син.